# Il principe d'Egitto
Il principe d'Egitto (The Prince of Egypt) è un film d'animazione del 1998 diretto da Brenda Chapman, Simon Wells e Steve Hickner.
Secondo film della DreamWorks Animation, e primo a essere realizzato in animazione tradizionale, si tratta di un remake animato de I dieci comandamenti del 1956 interpretato da Charlton Heston. Adattamento della storia di Mosè raccontata all'interno del libro dell'Esodo, la pellicola, doppiata in lingua originale da attori come Val Kilmer, Ralph Fiennes, Michelle Pfeiffer, Sandra Bullock, Jeff Goldblum, Danny Glover e Patrick Stewart, è incentrata sulla vita di Mosè, da principe d'Egitto a guida del popolo d'Israele verso la terra promessa.
Al momento della sua uscita, il 18 dicembre 1998, ha rappresentato il film d'animazione più costoso della storia del cinema. Con una reazione positiva da parte della critica, che elogiò il film per la sua musica e per la storia, e con un ottimo incasso al botteghino, Il principe d'Egitto si guadagnò vari riconoscimenti, tra cui un Oscar alla migliore canzone (When You Believe), cantata in lingua originale da Whitney Houston e Mariah Carey. Costata 70 milioni di dollari, la pellicola ha incassato circa 218 milioni, diventando il film d'animazione non disneyano di maggiore incasso nella storia del cinema (record battuto nel 2007 con l'uscita de I Simpson - Il film). La regista Brenda Chapman fu la prima donna a co-dirigere un grande film d'animazione. Il successo della pellicola convinse la DreamWorks a realizzare un prequel nel 2000, Giuseppe - Il re dei sogni (Joseph: King of Dreams), uscito direttamente in video e diventato anch'esso un grandissimo successo.

## Trama
Gli ebrei, schiavi del popolo egizio, sono costretti a lavorare duramente per ordine del faraone Seti I, fino a morire per la fatica. Un giorno, un drappello di guardie del faraone invade il quartiere ebraico di Goscen e uccide i bambini maschi neonati. Nella disperazione generale, Jocabel, in compagnia dei due figli maggiori Miriam e Aronne, corre verso le rive del fiume Nilo per salvare il suo figlio più piccolo, mettendolo in una cesta che verrà affidata alla corrente del fiume. La cesta giunge al palazzo reale e viene trovata dalla regina Tuya, moglie di Seti, e dal suo figlioletto Ramses. La donna decide di adottare il piccolo come proprio figlio e di chiamarlo Mosè.
Passano circa vent'anni, e Mosè e Ramses crescono come due fratelli, ignari dell'origine del primo, che si crede realmente figlio del faraone. Un giorno, correndo con delle bighe, causano diversi incidenti all'interno dei cantieri di un tempio. Nonostante l'ira del faraone verso Ramses, legittimo erede al trono, Mosè riesce a farlo rinsavire, facendogli comprendere che il fratello deve solo avere una possibilità per dimostrare le sue capacità. Quella sera viene quindi preparata una solenne cerimonia, nella quale Ramses viene nominato principe reggente e responsabile della costruzione di tutti i templi. Per festeggiare, Seti chiede ai sommi sacerdoti Hotep e Hoy un regalo per il figlio: appare Zippora, una prigioniera del territorio di Madian. Ramses la cede a Mosè, ma lei non ne vuole sapere. Nella colluttazione che ne segue, Mosè butta Zippora in una pozza d'acqua e quest'ultima viene condotta nelle stanze di Mosè, su ordine di Ramses.
Dispiaciuto per averla trattata male durante la cerimonia, Mosè rientra nella sua stanza per scusarsi, ma scopre che Zippora è fuggita dopo aver legato e imbavagliato il suo guardiano e i suoi cani. Raggiuntala, Mosè la aiuta a fuggire dal palazzo distraendo le guardie, e nel seguirla giunge nel quartiere ebraico di Goscen, dove incontra due ebrei, un uomo e una donna: la donna lo riconosce e gioisce per la sua venuta, rivelandogli la verità sulle sue origini; la donna con cui Mosè sta parlando è sua sorella Miriam, mentre l'uomo che è con lei è suo fratello Aronne. Il giovane non vuole inizialmente credere alle parole della sorella, ma iniziano a riaffiorargli dei ricordi quando lei inizia a cantare la stessa canzone che la madre gli cantò quando era un neonato.
Tornato a palazzo, Mosè si addormenta e sogna la strage dei neonati ebrei che avvenne vent'anni prima. Risvegliatosi, trova la pittura murale che conferma la verità del suo sogno e si dispera. Il faraone lo raggiunge e spiega che ordinò lui la strage per paura che gli ebrei, ormai troppo numerosi, potessero ribellarsi, e che furono sacrificati per un bene superiore, in quanto "erano solo schiavi". Mosè rimane scioccato, lo rinnega e si allontana da lui.
Nei giorni successivi gli schiavi sono costretti a ricostruire il tempio distrutto durante la catastrofica corsa delle bighe di Mosè e Ramses. Mosè scorge su un'impalcatura un vecchio schiavo oramai esausto, che viene frustato ripetutamente e senza pietà dal suo sorvegliante; non riuscendo a sopportare quel gesto, corre a bloccare l'aguzzino ma questi perde l’equilibrio, precipita dall'impalcatura e muore. Malgrado Ramses implori Mosè di restare e gli prometta di far passare l’episodio come un incidente e di cancellarlo dalla memoria di tutti, Mosè decide di scappare nel deserto.
Alcuni giorni dopo Mosè raggiunge un'oasi, dove difende tre giovani da due briganti. Le ragazze sono sorelle di Zippora e portano Mosè da loro padre, il sacerdote Jetro, che lo accoglie a braccia aperte nella sua comunità, il paese di Madian. Mosè trascorre diversi anni con la sua nuova famiglia, diventando un pastore, e col tempo si innamora di Zippora, che sposerà in seguito.
Un giorno, mentre cerca una pecora, Mosè assiste a un prodigio: un roveto arde di una luce biancastra, senza tuttavia consumarsi. Da quella pianta proviene la voce di Dio, che gli affida la missione di liberare il popolo ebraico dagli egizi, chiedendo al faraone la loro liberazione. Mosè e Zippora partono dunque per l'Egitto e si recano alla corte di Ramses, nel frattempo diventato faraone e padre di un bambino. Ramses e Mosè sono inizialmente felicissimi di essersi ritrovati, ma alla richiesta di quest'ultimo di liberare il popolo ebraico su ordine del Signore, Ramses rifiuta. Più tardi Mosè avanza di nuovo la richiesta, ma il faraone rifiuta nuovamente e ordina anzi che il carico di lavoro degli schiavi sia raddoppiato.
Accompagnato da Miriam, Aronne, Zippora e un gruppo di schiavi, Mosè si reca sulle rive del Nilo, dove Hotep, Hoy, Ramses e suo figlio fanno un giro in barca: l'ebreo chiede nuovamente al faraone di liberare il popolo ebraico e, dopo l'ennesimo rifiuto, immerge il bastone nel Nilo, le cui acque vengono tramutate in sangue; gli egizi restano terrorizzati, ma Ramses si oppone ancora alla richiesta. Il Signore procede quindi a scagliare contro l'Egitto altre otto piaghe: l'invasione delle rane, quella delle zanzare, quella delle mosche, la moria del bestiame, le ulcere, la grandine infuocata, le locuste e le tenebre.
Con l'impero di Ramses ormai ridotto a un cumulo di macerie, Mosè si reca dal faraone per parlargli. Ramses rimane però ostinato e dichiara anzi che tutti i neonati ebrei maschi verranno sterminati, come proclamò Seti anni prima. Gli ebrei si preparano allora alla decima piaga, segnando con il sangue d'agnello gli architravi delle loro porte, perché l'angelo del Signore non entri nelle loro case. Il fuoco dell'angelo della morte invade così l'Egitto durante la notte e uccide tutti i primogeniti egizi, compreso il figlio di Ramses. Mosè viene chiamato a palazzo e Ramses, disperato e ormai deciso ad arrendersi, permette a lui e al suo popolo finalmente di partire. Gli israeliti lasciano così l'Egitto e giungono presto sulle rive del Mar Rosso.
Qui scoprono però che Ramses ha cambiato idea e che lui e il suo esercito li stanno inseguendo. Dio fa apparire una muraglia di fuoco che blocca il passaggio degli egizi, ma gli israeliti sono intrappolati dal fuoco da una parte e dal Mar Rosso dall'altra. Allora Mosè poggia il suo bastone sulle acque del mare, le quali si aprono, formando due muraglie e permettendo agli ebrei di passare. Quando il fuoco scompare, il faraone e i suoi uomini riprendono l'inseguimento, ma le acque tornano allo stato normale dopo il passaggio degli israeliti, e travolgono gli egizi. Sopravvive solo Ramses che, arenatosi sugli scogli, invoca il fratello in preda alla disperazione.
Giunti all'altra riva, gli ebrei capiscono che il Signore li ha definitivamente liberati dalla morsa dell'Egitto. Dopo aver detto addio per sempre a Ramses, Mosè si allontana con gli israeliti. Finalmente libero, il popolo ebraico supera Madian e si ricongiunge a quello di Jetro, per raggiungere le pendici del monte Sinai, come Dio aveva comandato. Immerso dalla luce divina, Mosè scende infine dal monte mostrando agli ebrei il dono che Dio ha fatto loro: le Tavole della Legge.

## Personaggi
- Mosè: è il protagonista del film. Inizialmente è un principe egizio arrogante, viziato e cinico, con l'abitudine di cacciarsi nei guai con i suoi scherzi, trascinando con sé anche Ramses. Dopo aver scoperto le sue vere origini ebraiche e dopo aver accidentalmente ucciso una guardia egizia che stava torturando un anziano schiavo ebreo, fugge dall'Egitto e si rifugia a Madian, presso la comunità del sacerdote Jetro: si innamora e sposa Zippora, la figlia del sacerdote. Quando viene chiamato dalla voce di Dio che gli affida il compito di liberare il popolo ebraico dalla schiavitù egiziana e condurlo nella Terra Promessa, Mosè torna in Egitto e tenta di convincere Ramses a liberare il suo popolo, riuscendoci solo grazie a Dio.
- Ramses II: è l'antagonista principale del film e subisce un'involuzione rispetto a Mosè: da uomo altruista e sensibile, ma comunque senza alcuna considerazione per le vite e le sofferenze degli ebrei, diventa un freddo, crudele e spietato tiranno. Nonostante tutto, durante i tre giorni di oscurità, dimostra di provare ancora affetto per Mosè chiedendogli di tornare a essere il fratello di un tempo. La sua ira per quanto accaduto con Mosè, che continua a chiedere la liberazione degli schiavi, lo porta a raggiungere il punto di non ritorno e a decidere di ordinare il massacro dei neonati ebrei come fece suo padre. Dopo la perdita del figlio, dilaniato dal dolore accetta di liberare gli ebrei, per poi venire accecato dalla vendetta e cambiare idea e decidere di bloccarli tutti partendo al loro inseguimento, fallendo e rimanendo l'unico superstite del suo esercito. Nell’ultima scena, bloccato su uno scoglio e in preda alla disperazione, invoca il fratello Mosè.
- Zippora: è la co-protagonista del film, e la figlia di Jetro. È una donna tosta, astuta, coraggiosa, testarda e leggermente arrogante, ma anche dolce, sensibile e gentile. Inizialmente odia Mosè, visto che lui la umilia in Egitto di fronte a tutti i presenti, nonostante il principe l'aiuti poi a fuggire distraendo le guardie che la cercavano, ma in seguito si innamoreranno e si sposeranno.
- Seti I: antagonista assoluto del film. È il padre naturale di Ramses e quello adottivo di Mosè, ed è il responsabile dell'uccisione di tutti i bambini ebrei all'inizio del film. Nonostante sia subdolo ed egoista, si dimostrerà sensibile e protettivo verso Mosè, ma sarà invece molto severo con Ramses, perché sarà lui a succedergli come faraone e si aspetta quindi maggiore maturità da lui.
- Tuya: è la moglie del faraone Seti I, la madre naturale di Ramses e quella adottiva di Mosè, è una donna sensibile e saggia. Non approva il modo di governare del marito, ma è costretta a non imporsi perché non ha potere sull'Egitto.
- Hotep e Hoy: sono i sommi sacerdoti prima di Seti e poi di Ramses. Il primo è basso e grasso, il secondo è alto e magro. Hanno il ruolo di oppositori e antagonisti terziari del film, seppur come classico duo comico, e sono entrambi subdoli, egoisti, ipocriti, bravi a fare trucchi di magia, a criticare, a mentire e a ingannare il prossimo. Per tutto il film saranno crudeli e severi verso Mosè, e alla fine vengono allontanati dal palazzo da Ramses stesso, in quanto ritenuti incapaci di fare fronte alle Piaghe evocando il potere degli dèi.
- Miriam: è la sorella maggiore di Mosè, ed è una ragazza dolce, sensibile, altruista e gentile. Cerca subito di far capire a Mosè di essere sua sorella e che lui è ebreo, e quando lui scoprirà la verità sarà la prima a sostenerlo e a stargli vicino.
- Aronne: è il fratello maggiore di Mosè, alquanto testardo, permaloso e cinico, ma anche dolce, altruista e gentile. Vuole molto bene a Miriam, e per questo cerca di tenerla sempre lontana dagli egizi.
- Jetro: è il sacerdote di Madian e il padre di Zippora. È gentile, saggio e cordiale con tutte le persone che si trova intorno, protegge con affetto le sue numerose figlie e crede fermamente che il valore di una persona sia determinato dalle sue azioni e non da ciò che possiede. Si dimostrerà affettuoso con Mosè, insegnandogli molte cose e aiutandolo a trovare il suo posto a Madian.

## Produzione
Negli anni novanta Jeffrey Katzenberg lavorava al dipartimento animazione di Walt Disney Pictures. Fu in questo periodo che pensò di realizzare un remake animato de I dieci comandamenti, ma Michael Eisner, allora amministratore delegato Disney, bocciò il progetto. Katzenberg, nel 1994, lasciò la Disney e fondò con l'aiuto di Steven Spielberg e David Geffen una nuova società di produzione e distribuzione: la DreamWorks SKG. Spielberg suggerì a Katzenberg di lavorare subito al film animato de I dieci comandamenti.
Furono assunti quattordici artisti e scrittori, moltissimi storici (perché lo studio voleva un film fedele alla storia originale) e tutti gli attori dovettero registrare le loro voci singolarmente e sempre affiancati da uno dei tre registi. Un aneddoto rivela che Katzenberg abbia deciso di far creare Mosè con i suoi lineamenti, mentre per realizzare il perfido faraone Ramses sembra si sia ispirato a Eisner, l'amministratore della Disney che bocciò Il principe d'Egitto.
Il team di animazione comprendeva 350 artisti di 34 diverse nazioni provenienti dalla Walt Disney e dall'Amblimation, uno studio di animazione statunitense associato alla Amblin Entertainment di Spielberg. Ogni animatore aveva una squadra di artisti a disposizione che aveva il compito di analizzare le caratteristiche di ogni singolo personaggio animato: ad esempio, Kristof Serrand fu scelto per supervisionare l'animazione e impostare la personalità di Mosè da adulto. Tutti gli animatori riuscirono a distinguere adeguatamente le varie etnie presenti nel film (Egiziani, Ebrei, Nubiani). Nel film, inoltre, sono presenti alcune scene che contengono un mix di animazione tradizionale e computer grafica (l'apertura del Mar Rosso, le dieci piaghe d'Egitto).
Lon Bender suggerì di dare alla voce di Dio quella di Mosè, così da caratterizzare più profondamente l'armonia tra i due. Si era anche parlato della possibilità di rappresentare Dio come un bambino o come una donna, ma l'idea fu bocciata per timore di offendere alcuni spettatori.
I produttori nascosero il vero titolo del film prima della sua uscita, al fine di mantenere il segreto. La pellicola fu pubblicata con il titolo di "Edgar Allan". Questo è un gioco di parole sul famoso scrittore statunitense Edgar Allan Poe, dove POE è l'acronimo di "Prince of Egypt".

## Colonna sonora
La colonna sonora, composta da Hans Zimmer e Stephen Schwartz, venne registrata interamente a Londra ed è stata pubblicata su etichetta DreamWorks Records.
1. Deliver Us / Ascoltaci (Cantata in originale da Ofra Haza, Eden Riegel e dal coro, in italiano da Haza stessa, Ilaria Butera e il coro). La canzone iniziale nella quale gli schiavi chiedono a Dio di liberarli, e Jocabel mette Mosè sul cesto.
2. All I Ever Wanted / Questa è la mia vita (Cantata in originale da Amick Byram, in italiano da Roberto Stafoggia). Mosè scopre le sue vere origini e sogna il massacro dei bambini ebrei.
3. Queen's Reprise / Il reprise della regina (Cantata in originale da Linda Dee Shayne, in italiano da Melania Giglio). La regina conforta Mosè dopo che ha scoperto le sue vere origini e di essere stato salvato dal Nilo.
4. Through Heaven's Eyes / Ci riuscirai (Cantata in originale da Brian Stokes Mithcell, in italiano da Fabrizio Palma). Jetro accoglie Mosè nella sua tribù e celebra il matrimonio fra Mosè e Zippora.
5. Playing with the Big Boys / Stai cercando solo guai (Cantata in originale da Steve Martin e Martin Short, in italiano da Neri Marcorè e Francesco Vairano). I sommi sacerdoti trasformano i bastoni in serpenti.
6. The Plagues / Le piaghe (Cantata in originale da Ralph Fiennes e Amick Byram, in italiano da Gianluca Terranova e Roberto Stafoggia). Le piaghe d'Egitto.
7. When You Believe / Se crederai (Cantata in originale da Michelle Pfeiffer e Sally Dworsky, in italiano da Tiziana Quadrelli e Stefania De Francesco). La partenza degli ebrei.

Ofra Haza, sulle cui sembianze è stato modellato lo stesso personaggio che interpreta, ha cantato la canzone "Deliver Us" in ben 17 lingue, tra cui anche l'italiano.
La versione italiana della colonna sonora è il frutto della collaborazione tra diversi professionisti dell'ambiente musicale e cinematografico italiano. La direzione musicale è affidata a Marco Patrignani per le canzoni. Le parti corali sono effettuate dal Coro ROMAN ACADEMY, sotto la direzione di Fabrizio Palma. L'adattamento italiano dei testi è a cura di Antonio Sechi.

## Distribuzione
Il film uscì negli USA e in Italia, in contemporanea, il 18 dicembre 1998.

### Edizione italiana
Il doppiaggio italiano del film venne eseguito dalla C.V.D. negli stabilimenti della International Recording e diretto da Francesco Vairano, che ha curato anche l'adattamento dei dialoghi.

### Edizione Home Video
In Italia, il film è stato distribuito in VHS dalla "Dreamworks Home Entertainment" nel novembre 1999.

### Divieti
Il film non venne distribuito in Malesia e nelle Maldive per "ragioni religiose e morali", poiché è contro la legge mostrare il volto di Mosè e di tutti gli altri profeti islamici. In Indonesia, negli Emirati Arabi Uniti, in Israele e in Egitto invece, uscì solo per il mercato Home video.

## Accoglienza

### Incassi
Con un costo di produzione di 60 milioni di dollari, il film ne ha incassati 218,613,188.

### Critica
Il film è stato molto apprezzato dalla critica di tutto il mondo. Il sito Rotten Tomatoes ha riportato che l'80% delle 80 recensioni professionali ha dato un giudizio positivo sul film. Su Metacritic, il film ha avuto un punteggio medio di 64/100 in base a 35 recensioni. Il film è stato molto apprezzato per l'ottima musica, l'eccitante suspense delle scene finali e il cammino che compie il protagonista e il suo radicale cambiamento. Hanno, però, criticato l'eccessiva violenza di molte scene (ad esempio durante la canzone "Piaghe"), nonostante ci siano diversi critici che la ritengono adatta al contesto e all'atmosfera.

## Riconoscimenti
- 1999 - Premio Oscar[3]
  - Migliore canzone (When You Believe) a Stephen Schwartz
  - Nomination Migliore colonna sonora, Musical o Commedia a Stephen Schwartz e Hans Zimmer
- 1999 - Golden Globe
  - Nomination Migliore colonna sonora originale a Stephen Schwartz e Hans Zimmer
  - Nomination Migliore canzone originale (When You Believe) a Stephen Schwartz
- 2000 - Grammy Award
  - Nomination Miglior canzone (When You Believe) a Stephen Schwartz e Kenneth 'Babyface' Edmonds
  - Nomination Miglior album di colonna sonora
- 1998 - Satellite Award
  - Nomination Miglior film d'animazione o a tecnica mista
  - Nomination Miglior canzone originale (When You Believe) a Stephen Schwartz
- 1999 - Saturn Award
  - Nomination Miglior film d'azione/di avventura/thriller
  - Nomination Migliore colonna sonora a Hans Zimmer
- 2000 - Blockbuster Entertainment Awards
  - Nomination Miglior canzone (When You Believe) a Mariah Carey e Whitney Houston
- 1999 - ALMA Award
  - Nomination Miglior canzone (When You Believe) a Mariah Carey e Whitney Houston
- 2000 - ASCAP Award
  - Miglior canzone (When You Believe) a Stephen Schwartz e Kenneth 'Babyface' Edmonds
- 1999 - Annie Award
  - Nomination Miglior film d'animazione
  - Nomination Miglior regia a Brenda Chapman, Steve Hickner e Simon Wells
  - Nomination Miglior doppiaggio a Ralph Fiennes
  - Nomination Migliori effetti animati a Jamie Lloyd
  - Nomination Miglior storyboarding a Lorna Cook

- 1998 - Critics' Choice Movie Award
  - Miglior film d'animazione
  - Miglior canzone (When You Believe) a Stephen Schwartz
- 1999 - Golden Reel Award
  - Nomination Miglior montaggio sonoro in un film d'animazione
  - Nomination Miglior montaggio sonoro (Colonna sonora)
- 1999 - Young Artist Award
  - Miglior film d'animazione per la famiglia
  - Miglior attrice giovane a Aria Noelle Curzon
- 1999 - Florida Film Critics Circle Awards
  - Notizia speciale
- 1999 - Online Film & Television Association
  - Miglior film per la famiglia a Penney Finkelman Cox e Sandra Rabins
  - Miglior colonna sonora originale per la famiglia a Hans Zimmer e Stephen Schwartz
  - Nomination Miglior cast per la famiglia
  - Nomination Miglior attore per la famiglia a Ralph Fiennes
  - Nomination Miglior performance fuoricampo a Ralph Fiennes
  - Nomination Miglior canzone originale (Deliver Us) a Stephen Schwartz, Ofra Haza e Eden Riegel
  - Nomination Miglior canzone originale (When You Believe) a Stephen Schwartz, Sally Dworsky e Michelle Pfeiffer
  - Nomination Miglior momento cinematico (separazione del mar Rosso) a Val Kilmer, Sandra Bullock, Michelle Pfeiffer, Jeff Goldblum e Ralph Fiennes
- 1999 - Online Film Critics Society Awards
  - Nomination Miglior colonna sonora originale a Hans Zimmer

## Prequel
Nel novembre 2000, la DreamWorks Animation ha pubblicato Giuseppe - Il re dei sogni, un prequel direct-to-video basato sulla storia di Giuseppe della Genesi. Il progetto è iniziato durante la produzione de Il principe d'Egitto, impiegando alcuni membri della stessa troupe d'animazione e con il regista Steve Hickner come produttore esecutivo.